# Joanna Mitrosz
Joanna Mitrosz (née le 21 août 1988 à Gdynia en Pologne) est une gymnaste polonaise. Elle a représenté la Pologne aux Jeux olympiques de Pékin.

## Palmarès

### Jeux olympiques
- Londres 2012
  - 9e au concours général individuel.